# Laurence Anyways
Laurence Anyways (em Portugal, Laurence Para Sempre) é um filme de drama canadense de 2012, dirigido, editado e escrito por Xavier Dolan. Competiu para un certain regard na sexagésima quinta edição do Festival de Cannes, no qual a protagonista Suzanne Clément venceu na categoria de "melhor atriz". A história de Dolan conta um amor impossível entre duas mulheres, sendo uma delas transexual.

## Elenco
- Melvil Poupaud - Laurence Alia
- Suzanne Clément - Frédérique "Fred" Belair
- Nathalie Baye - Julienne Alia
- Monia Chokri - Stéfie Belair
- Susie Almgren - Jornalista
- Yves Jacques - Michel Lafortune
- Sophie Faucher - Andrée Belair
- Magalie Lépine-Blondeau - Charlotte
- David Savard - Albert
- Catherine Bégin - Mama Rose
- Emmanuel Schwartz - Baby Rose
- Jacques Lavallée - Dada Rose
- Perette Souplex - Tatie Rose
- Patricia Tulasne - Shookie Rose
- Anne-Élisabeth Bossé - Mélanie

## Recepção
O filme detém 83% de aprovação no agregador de críticas Rotten Tomatoes, com o consenso geral dizendo "Apaixonado e atuante de forma poderosa, Laurence Anyways às vezes se esforça para alcançar suas ambições narrativas (e preencher seu tempo de exibição de três horas), mas no final das contas tem sucesso."